# Herb Bad Ems

Herb Bad Ems

Herb Bad Ems stanowi w polu niebieskim siedząca na białym koniu postać świętego Marcina w złotej zbroi prawą ręką przecinającego swój czerwony płaszcz. Koń z uniesioną lewą, przednią nogą stąpa w heraldycznie prawą stronę, święty Marcin odwraca się w stronę lewą. Pod koniem siedzi na ziemi, zwrócony w lewą stronę, półnagi żebrak z wyciągniętymi w górę rękoma. W górnej, środkowej części złota połowa słońca z takimiż gwiazdami symetrycznie rozmieszczonymi po dwie na łuku z lewej i prawej strony.
Postać świętego nawiązuje do patrona miejscowego kościoła. Herb został nadany w 1908 roku przez króla Prus Wilhelma II.
W poprzedniej wersji herbu koń stąpał po zielonej trawie, głowę świętego Marcina otaczał nimb, żebrak klęczał na ziemi, ale nie występowały słońca ani gwiazdy.